# Wenceslao Moguel
Wenceslao Moguel Herrera (c. 1890 - 29 de julho de 1976), conhecido na imprensa como El Fusilado ("O Fusilado", em português), foi um soldado mexicano sob as ordens de Pancho Villa que foi capturado em 18 de março de 1915 durante o Revolução Mexicana, e sobreviveu à execução por fuzilamento.
Ele foi condenado à morte sem julgamento e foi baleado de 8 a 9 vezes no corpo. Ele também recebeu um tiro de misericórdia, um tiro final na cabeça à queima-roupa para garantir a morte, mas conseguiu sobreviver, embora tenha ficado permanentemente desfigurado pelo evento.
As histórias diferem sobre como ele sobreviveu. Algumas fontes sugerem que ele foi resgatado:
"No dia seguinte, Moguel foi encontrado inconsciente entre os cadáveres de seus companheiros. Ele recebeu atendimento médico e se recuperou. "
Outros afirmam que ele escapou por conta própria e foi atendido posteriormente:
"[Moguel] rastejou para a igreja de São Tiago Apóstolo a três quarteirões de distância, onde um membro da igreja o encontrou e o levou para casa até que ele se recuperasse. ”
Moguel apareceu no programa de rádio Ripley's Believe it or Not de 16 de julho de 1937.
Em 2008, o grupo de rock anarquista britânico Chumbawamba lançou uma música contando a história de Wenceslao a partir de sua perspectiva.